# Eduard Puls

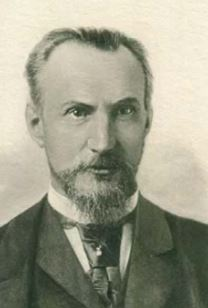
Eduard Puls um 1905

Eduard Carl Friedrich Emil Puls (* 8. Juni 1840 in Berlin; † 1. Oktober 1909 in Köln) war ein deutscher Schlosser und Kunstschmied.

## Familie

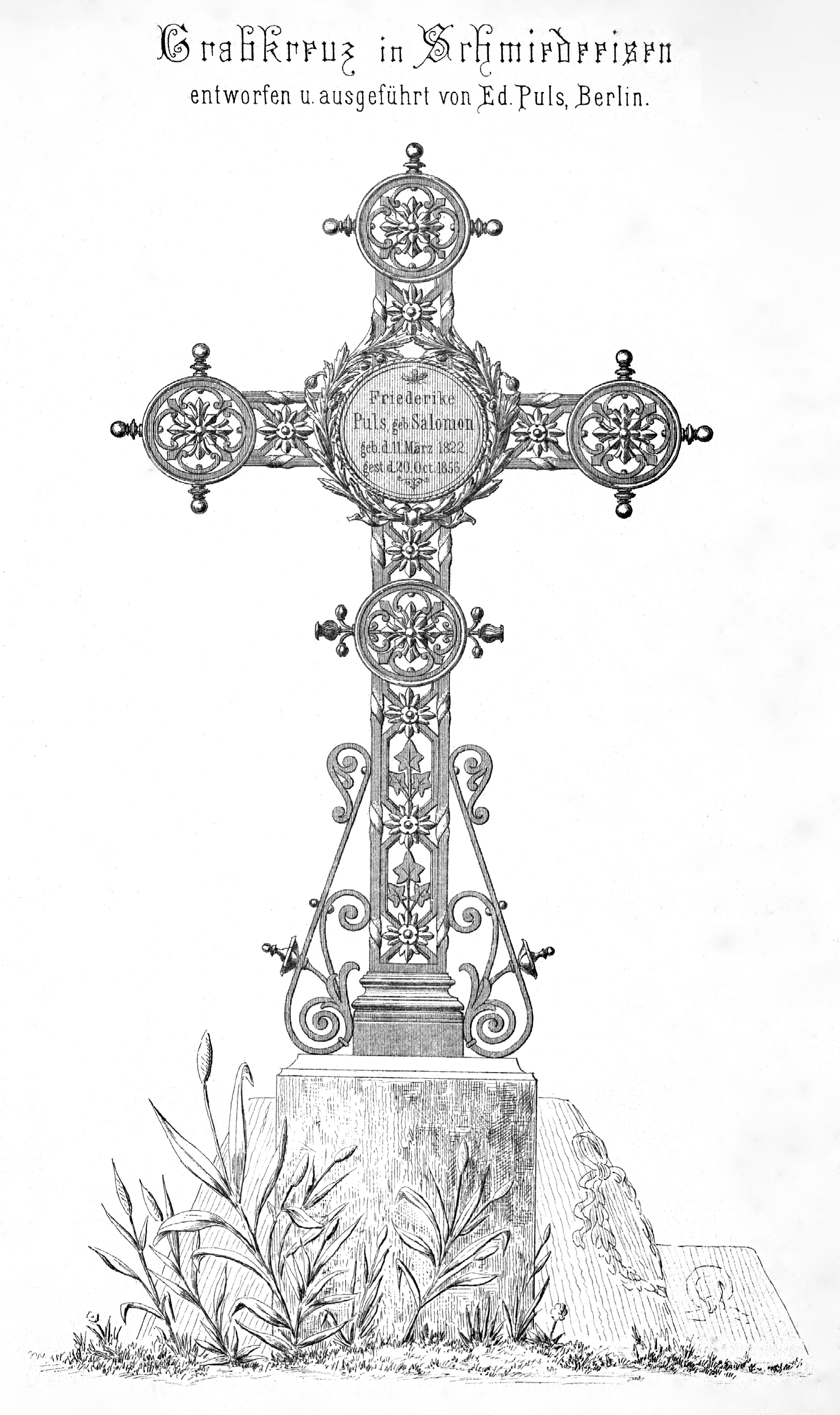
Das schmiedeeiserne Grabkreuz seiner Mutter, entworfen und ausgeführt von Eduard Puls

Eduard Puls war ein Sohn des Seidenwirkermeisters Friedrich Puls und dessen Ehefrau Luise, geb. Salomon.
Am Vortag 22 Jahre alt geworden, heiratete er am 9. Juni 1862 in Berlin die 41-jährige Witwe Mathilde Emilie Wilhelmine Reichardt, geb. Grosch (1820–1872), die drei Kinder mit in die Ehe brachte. Ein gemeinsamer Sohn war der am 15. Oktober 1862 geborene Alfred Puls.
Ab Juni 1875 war Eduard Puls in zweiter Ehe mit Agnes Pfister (1849–1933) verheiratet, einer Tochter des Hofopernsängers Julius Pfister.

## Leben und Werk
Puls spielte eine zentrale Rolle bei der Wiederbelebung des Kunstschmiedehandwerks in Berlin in den 1880er Jahren. Er hob die Schmiedekunst durch die Rückbesinnung auf den Renaissance-Stil, besonders der deutschen Renaissance, auf ein neues Niveau und erweiterte sie um moderne Techniken und Aufgaben. Seine 1862 gegründete Werkstatt wurde zur Ausbildungsstätte für viele bedeutende Kunstschmiede der Wilhelminischen Ära.
Um die Effizienz und Präzision seiner Werkstatt zu steigern, nutzte Puls moderne Technologien wie den Dampfhammer. Seine Werke wurden mit den berühmten Arbeiten des Hofschlossers Jean Lamour in Nancy verglichen. Anfangs beschäftigte das Unternehmen zwei Gesellen und mehrere Lehrlinge, die sich mit kleineren Bau- und Reparaturarbeiten befassten.
Die Restaurierung und Replikation alter Kunstschmiedearbeiten durch Antiquitätenhändler führte zur Idee, die Kunstschmiedekunst neu zu beleben. In Berlin mangelte es jedoch an Vorbildern, Zeichnern und Facharbeitern, und selbst geeignetes Eisen war nicht verfügbar. Modelle mussten aufwendig in Originalgröße aus verschiedenen Materialien gefertigt und angepasst werden.
Nach fast zweijähriger Arbeit wurden 1864 die ersten Erzeugnisse aus seiner Werkstatt, einschließlich Wandarmen und Balkongittern, vorgestellt. Bei der Berliner Gewerbeausstellung 1879 präsentierte Puls einige seiner Arbeiten. Er war am Neubau des Kaiserlichen Patentamtes in der Luisenstraße beteiligt.
1892 zog das Unternehmen in den Neubau am Tempelhofer Ufer 10, wo heute das Theater am Ufer (HAU 3) steht. 1896 übergab Puls die Leitung seinem Sohn, der die Werkstatt im Sinne seines Vaters weiterführte und ins 20. Jahrhundert überleitete. Die Werkstatt blieb bis in die 1920er Jahre aktiv und produzierte hochwertige Kunst- und Bauschlosserarbeiten.
Eduard Puls starb am 1. Oktober 1909 im Alter von 69 Jahren im Dom-Hotel in Köln. Er fand seine letzte Ruhestätte auf dem Dorotheenstädtischen Friedhof in Berlin, wo nur die besonders fein gearbeitete schmiedeeiserne Einfassung der ehemaligen Familiengrabstätte erhalten ist.

## Galerie

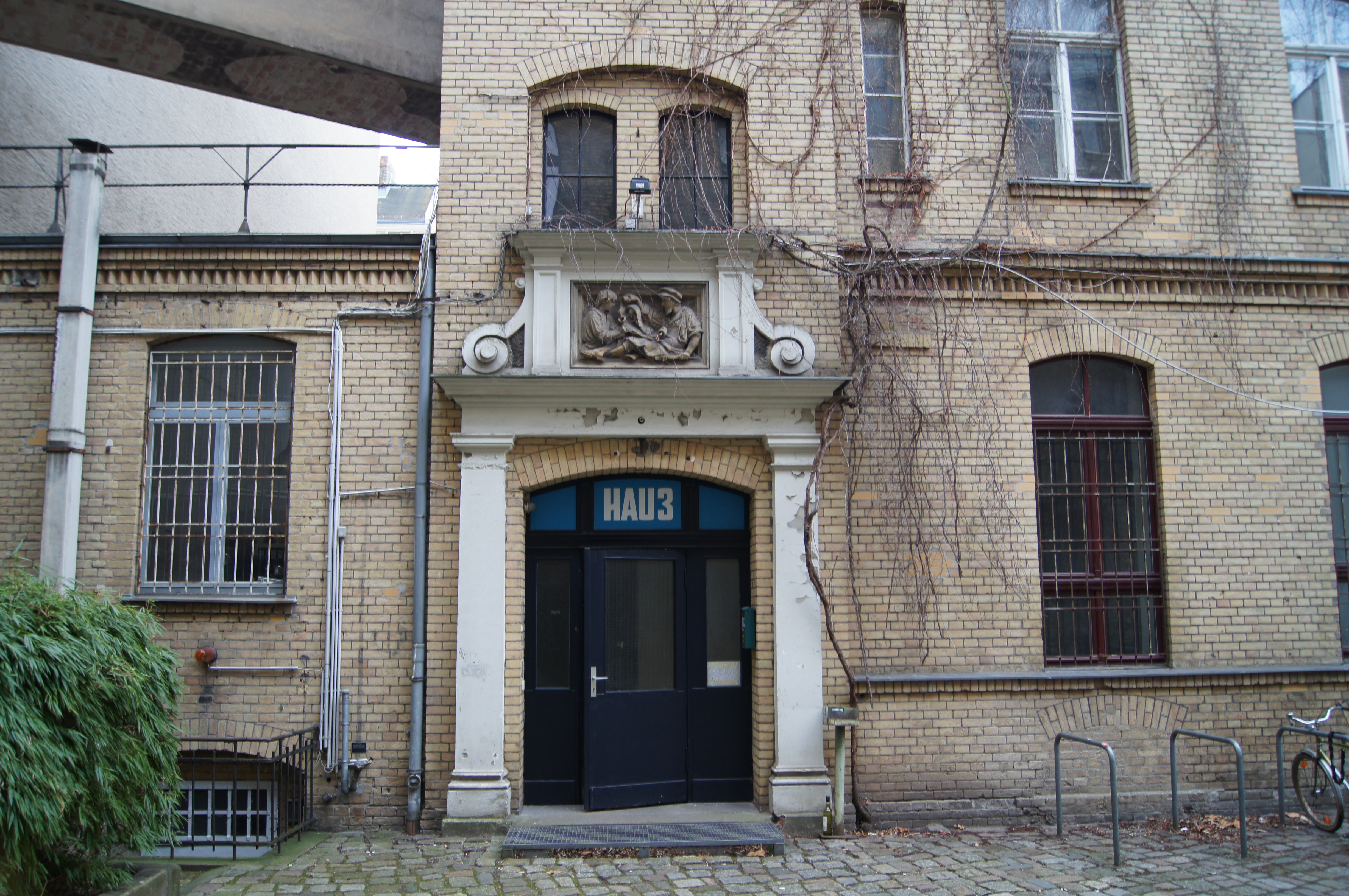
Ehemaliger Eingang zur Werkstatt
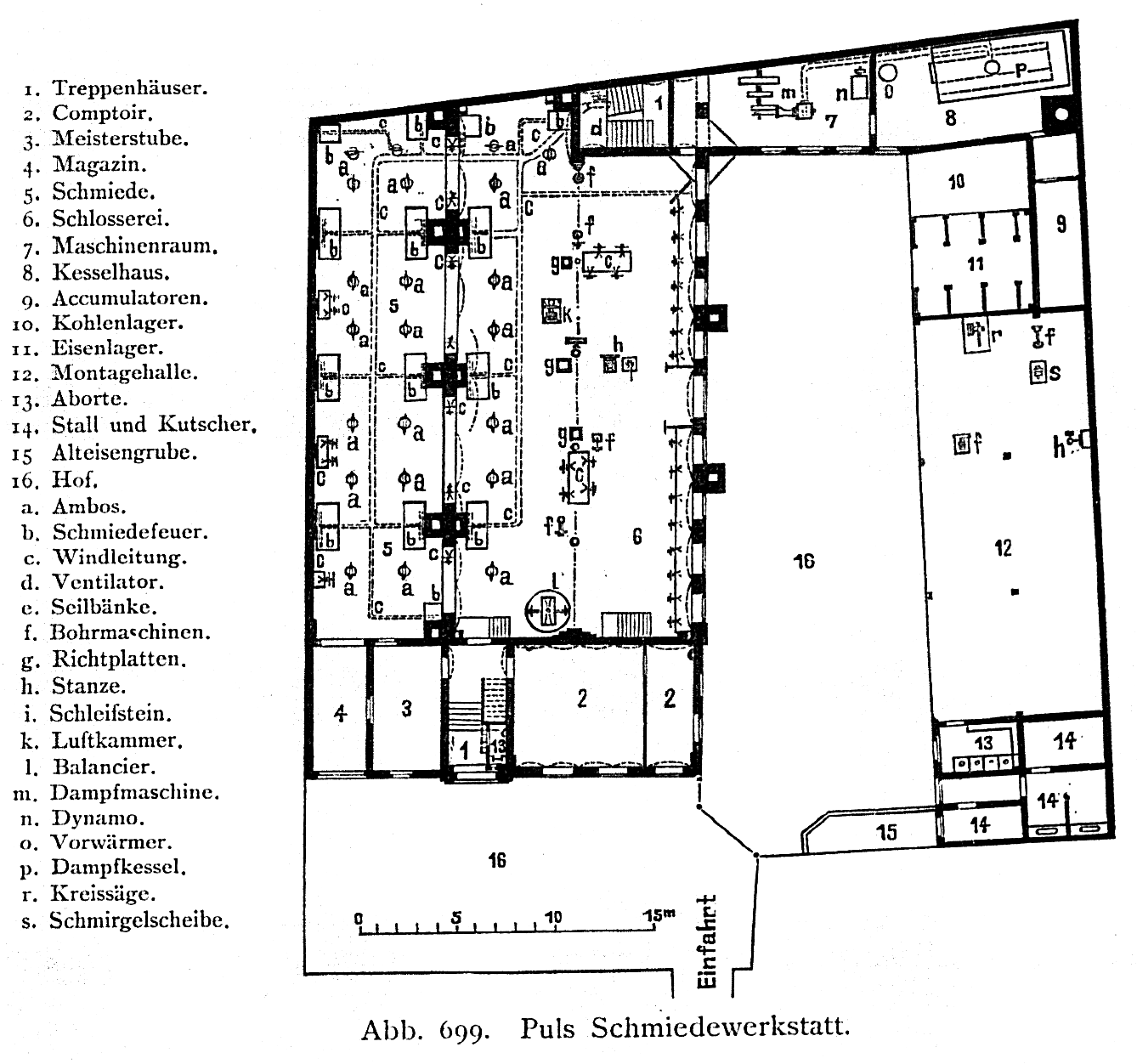
Grundriss der Werkstatt
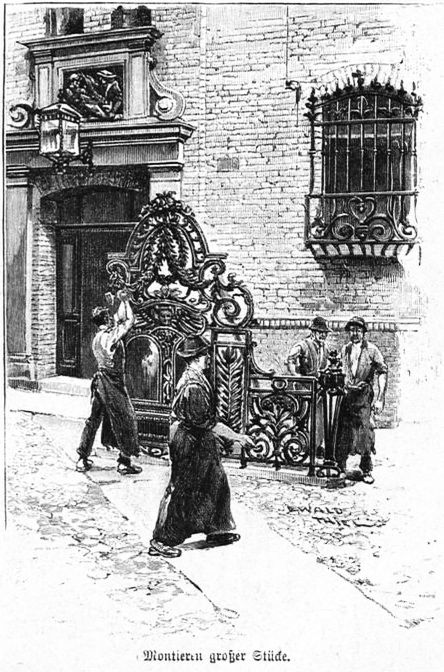
Hof der Werkstatt
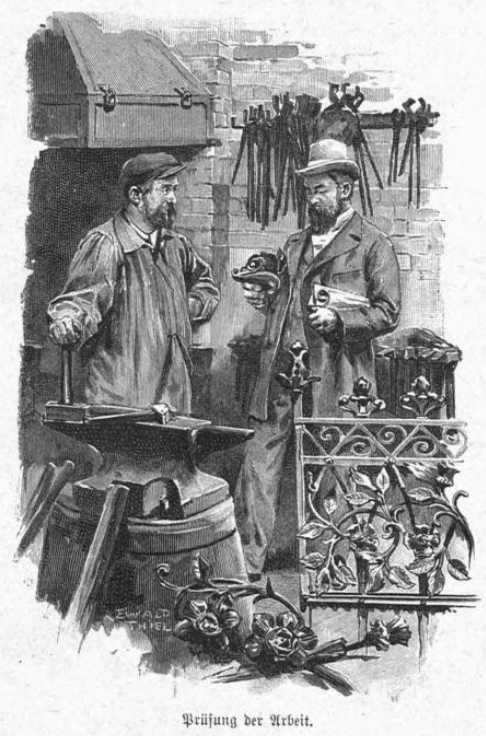
Prüfung der Arbeit
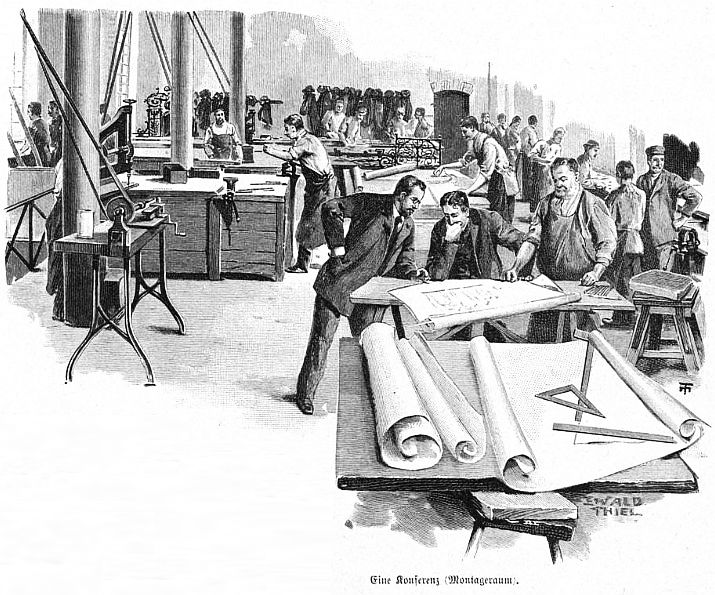
Konferenz im Montageraum
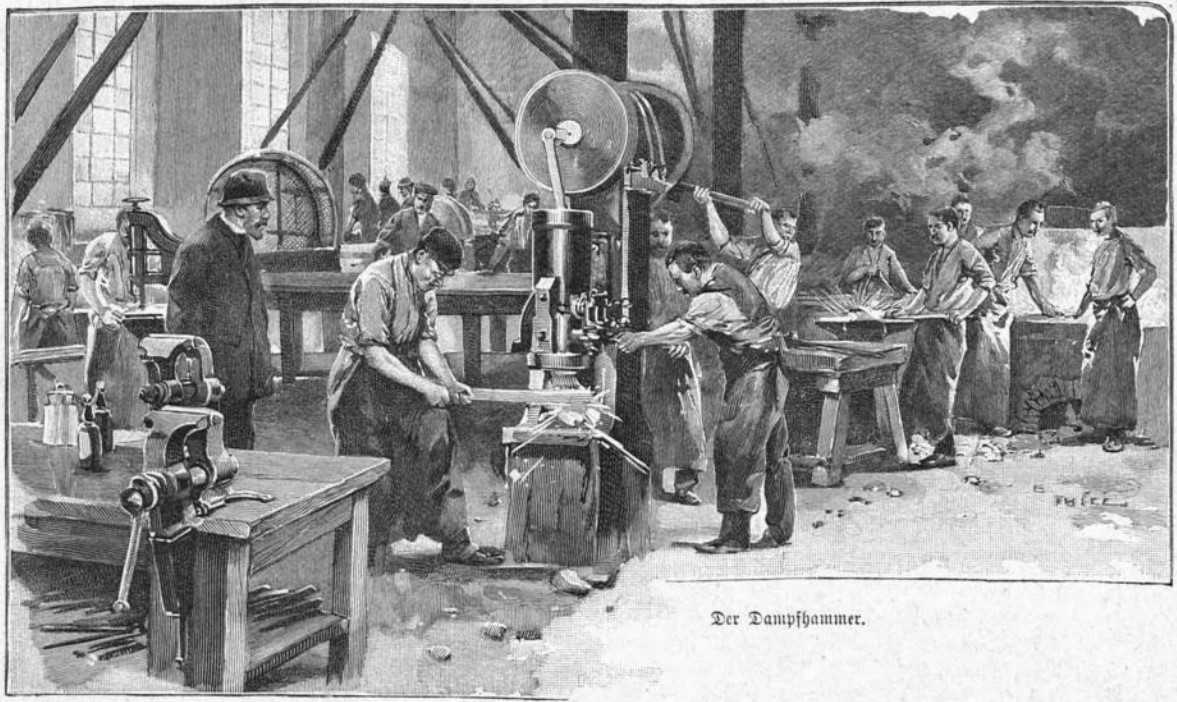
Der Dampfhammer
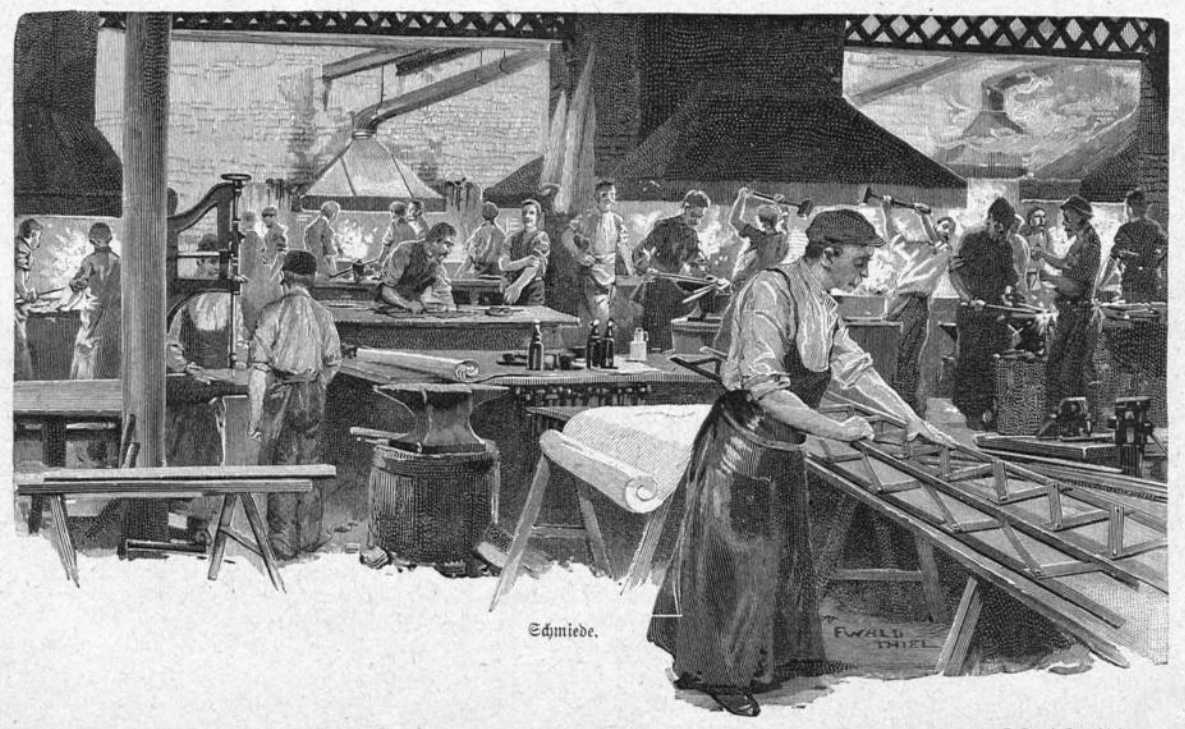
Schmiede
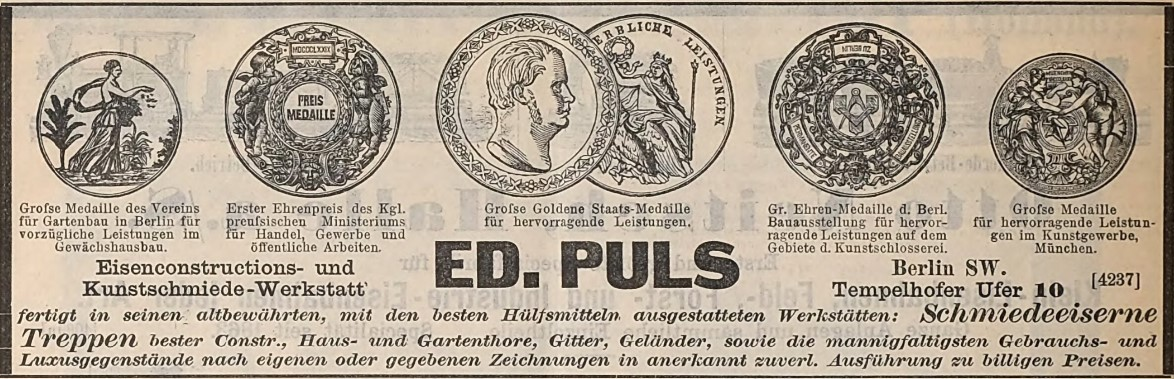
Firmenanzeige 1893
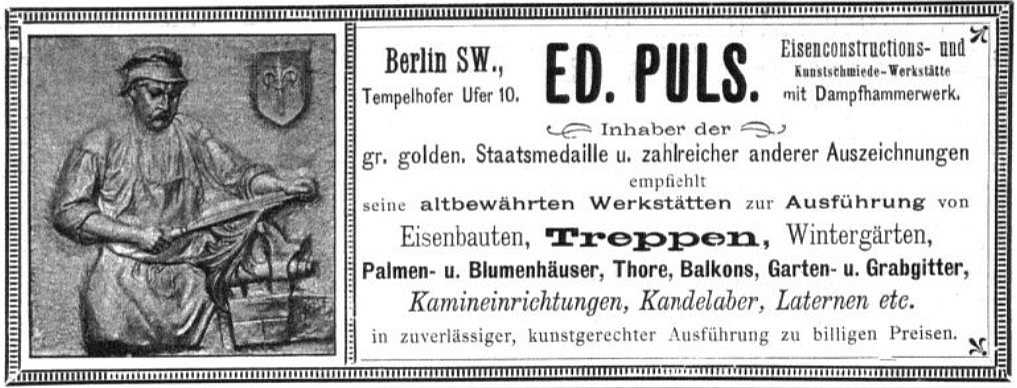
Firmenanzeige 1894